# Edificio Coliseum
L'Edificio Coliseum è un palazzo ubicato sulla Gran Via di Madrid in Spagna. Costruito all'inizio degli anni 30, ospita un teatro al pian terreno, struttura utilizzata in seguito anche come cinema.

## Storia
Il palazzo fu realizzato tra il 1931 e il 1933 su progetto degli architetti Casto Fernández Shaw e Pedro Muguruza Otaño per conto del musicista e impresario Jacinto Guerrero.